# 30242 Naymark
30242 Naymark è un asteroide della fascia principale. Scoperto nel 2000, presenta un'orbita caratterizzata da un semiasse maggiore pari a 2,3896600 UA e da un'eccentricità di 0,0901131, inclinata di 7,82216° rispetto all'eclittica.